# Chlumetia euthysticha
Chlumetia euthysticha är en fjärilsart som beskrevs av Turner 1942. Chlumetia euthysticha ingår i släktet Chlumetia och familjen nattflyn. Inga underarter finns listade i Catalogue of Life.